# 都海波
都海波（1982年9月15日—），男，安徽桐城人，中组部“万人计划”青年拔尖人才，现任合肥工业大学电气与自动化工程学院教授。

## 生平
2004年7月毕业于安徽师范大学数学系获学士学位，2012年4月博士毕业于东南大学自动化学院控制理论与控制工程专业（与美国德克萨斯大学圣安东尼奥分校联合培养）。同年进入合肥工业大学电气与自动化工程学院任教，历任讲师、副教授，硕士生导师，2019年1月破格晋升教授，2020年9月评定为博士生导师。期间，2014年6月至9月在澳大利亚皇家墨尔本理工大学工业技术研究院做访问学者，2014年12月至2017年2月在香港大学机械工程系任研究助理、高级研究助理。现任合肥工业大学自动化系主任，电气与自动化工程学院教授、博士生导师。

## 学术贡献
主要从事机器人装备、储能装备、人工智能与智能控制相关基础理论与产业化研究，主持国防项目2项，国家自然科学基金项目3项，省部级项目5项。发表SCI论文100余篇，连续入选2020年-2022年爱思唯尔中国高被引学者。研究成果获日内瓦国际发明展金奖（排名第二），教育部自然科学一等奖（排名第三）和二等奖（排名第四）、安徽省自然科学二等奖（排名第一）等。

## 社会兼职
中国指挥与控制学会青年工作委员会常务委员，中国自动化学会控制理论专委会非连续控制学组、自抗扰控制学组委员，中国人工智能学会智能空天系统专业委员会委员。

## 奖励与荣誉
- 2014年，获教育部自然科学二等奖
- 2015年，获安徽省教学成果二等奖
- 2016年，获第八届安徽省自然科学优秀学术论文一等奖
- 2020年，获安徽省自然科学二等奖（第一完成人）[3]